# Simo
Simo è un comune finlandese di 2877 abitanti, situato nella regione della Lapponia.

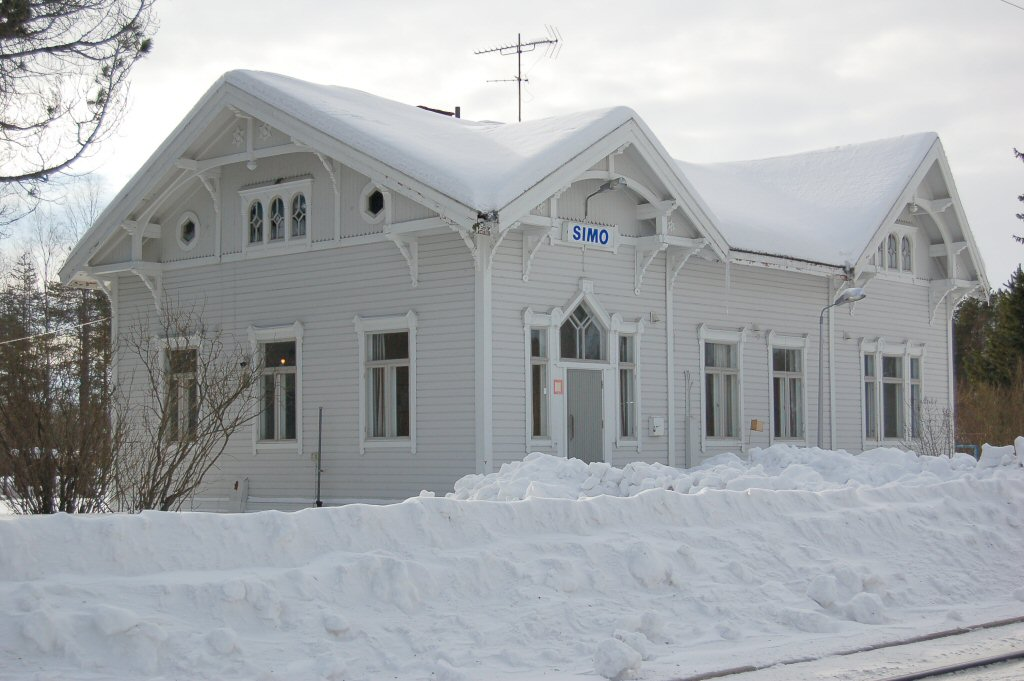
La stazione ferroviaria di Simo (in disuso)